# Skarlátbatla
A skarlátbatla vagy skarlát íbisz (Eudocimus ruber) a madarak (Aves) osztályának gödényalakúak (Pelecaniformes) rendjébe, ezen belül az íbiszfélék (Threskiornithidae) családjába és az íbiszformák (Threskiornithinae) alcsaládjába tartozó faj.

## Előfordulása
Dél-Amerika északi része, Venezuelától Délkelet-Brazíliáig. Folyótorkolatok, lapályok, mangrove mocsaraknál él.
Trinidad és Tobago nemzeti madara, a vöröstorkú erdeityúkkal együtt (Ortalis ruficauda) az ország címerében is szerepel.

## Megjelenése

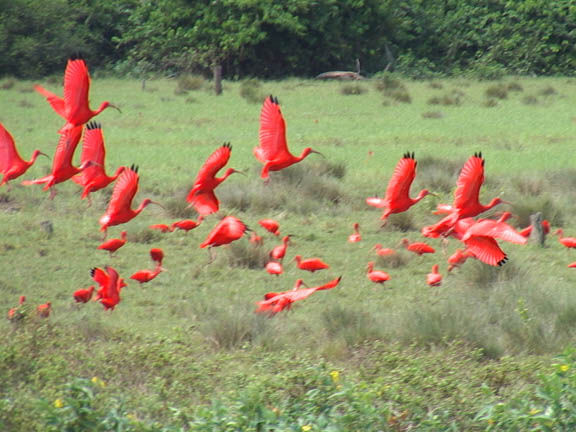
Nagy csapatokban él

Magassága 56-61 centiméter, testtömege 650 gramm. A gázlómadarak között ritka a feltűnő színű madár, ez a faj viszont skarlátvörös színben tündököl, mely teljesen elüt környezetétől. Színét a tollazatába beépülő, alacsonyabb rendű vízi élőlényekből álló táplálékában levő karotinoidoktól kapja. Állatkertekben nem megfelelő táplálás esetén a színe megfakul. Csőre hosszú és görbe, ami megkönnyíti a táplálkozását. Lábujjai között vékony úszóhártya feszül. Szeme és a farokvége fekete. A nemek hasonlóak.

## Életmódja
Nagyobb csapatokban vadászik, amelyek száma több száz is lehet. Rákokat, puhatestűeket, kis halakat és rovarokat fogyaszt, a sekélyebb vízekben.
Lefelé hajló csőrével turkál az iszapban rákok és férgek után.

## Szaporodása
Nagy telepekben, fészkét gallyakból a fák csúcsára készíti.
A fészekalj 1-3 tojásból áll, a költésidő 21-23 nap.
A fiatal madarak barnás tollruhát hordanak és vörös tollruhájuk csak második életévükre fejlődik ki teljesen, és háromévesen számítanak felnőtt madárnak.
A kifejlett madarak akár 20 évig is élhetnek.

## Egyéb
Színpompás külseje miatt kedvelt állatkerti faj. Mivel jelenleg nem számít közvetlenül veszélyeztetett fajnak, így tenyészprogramja sincs, és anélkül a madarat csak megvásárolni tudják az egyes állatkertek. Szaporodási rátája viszont nem túl nagy, ezért a skarlát íbisz igen drága fajnak számít. Emiatt nem a legelterjedtebb fajok egyike. Magyarországon a Fővárosi Állat- és Növénykertben, a Nyíregyházi Állatparkban, a Veszprémi Állatkertben, a Debreceni Állatkertben, a Szegedi Vadasparkban és a Győri Állatkertben él.

## Képek

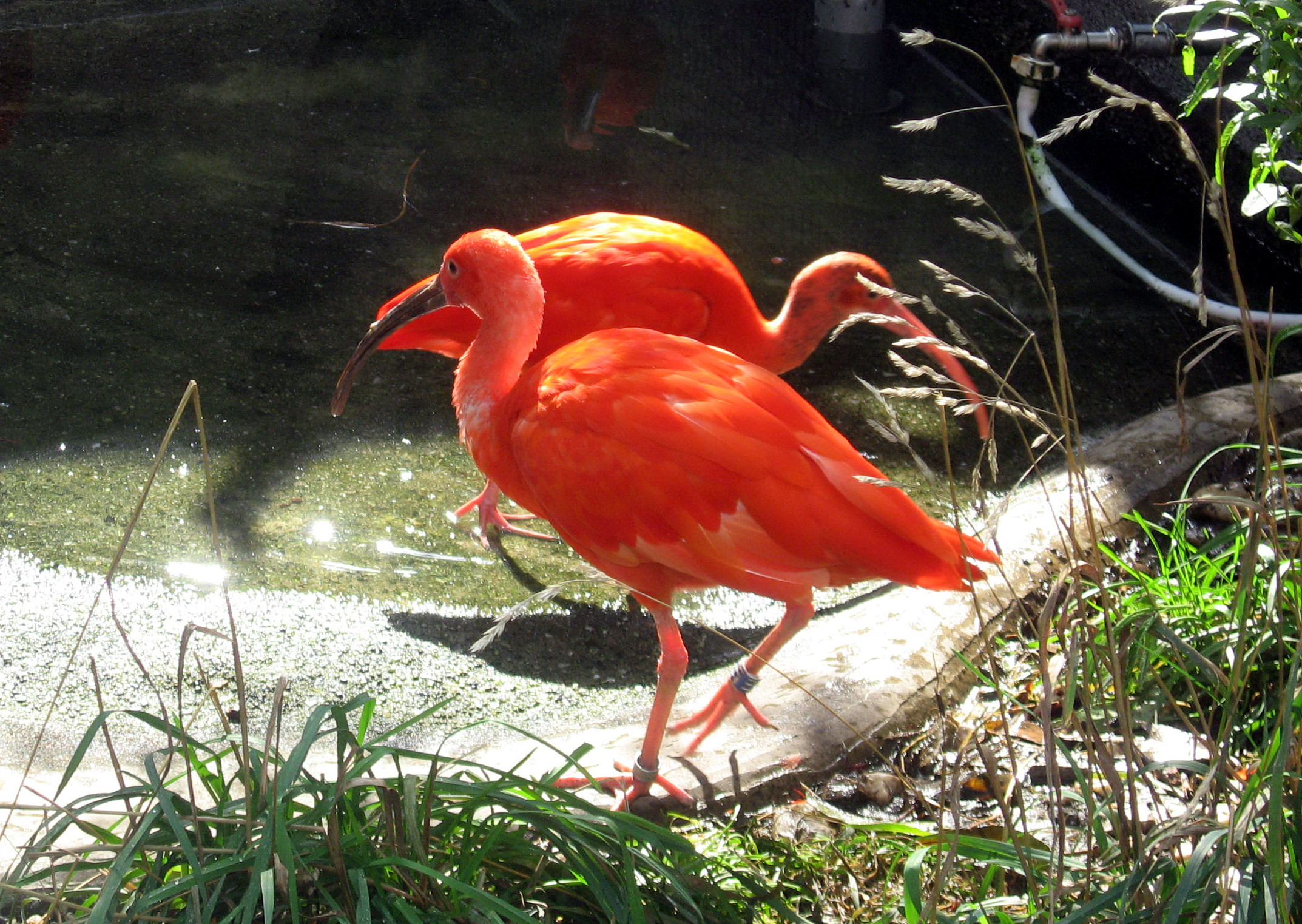
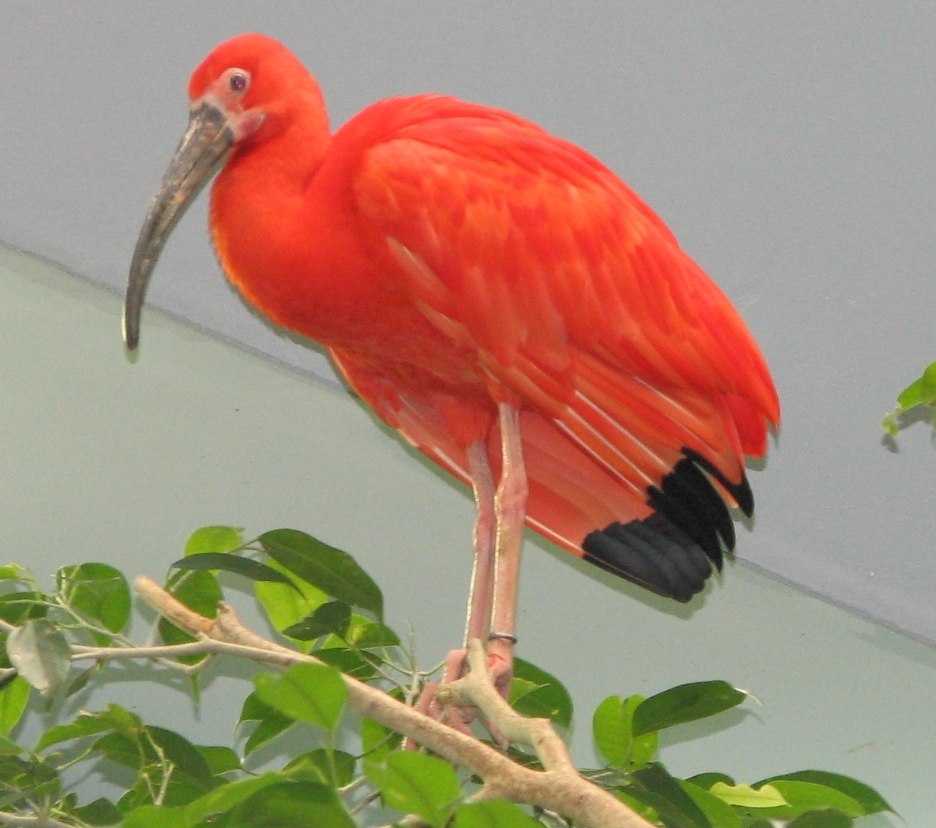
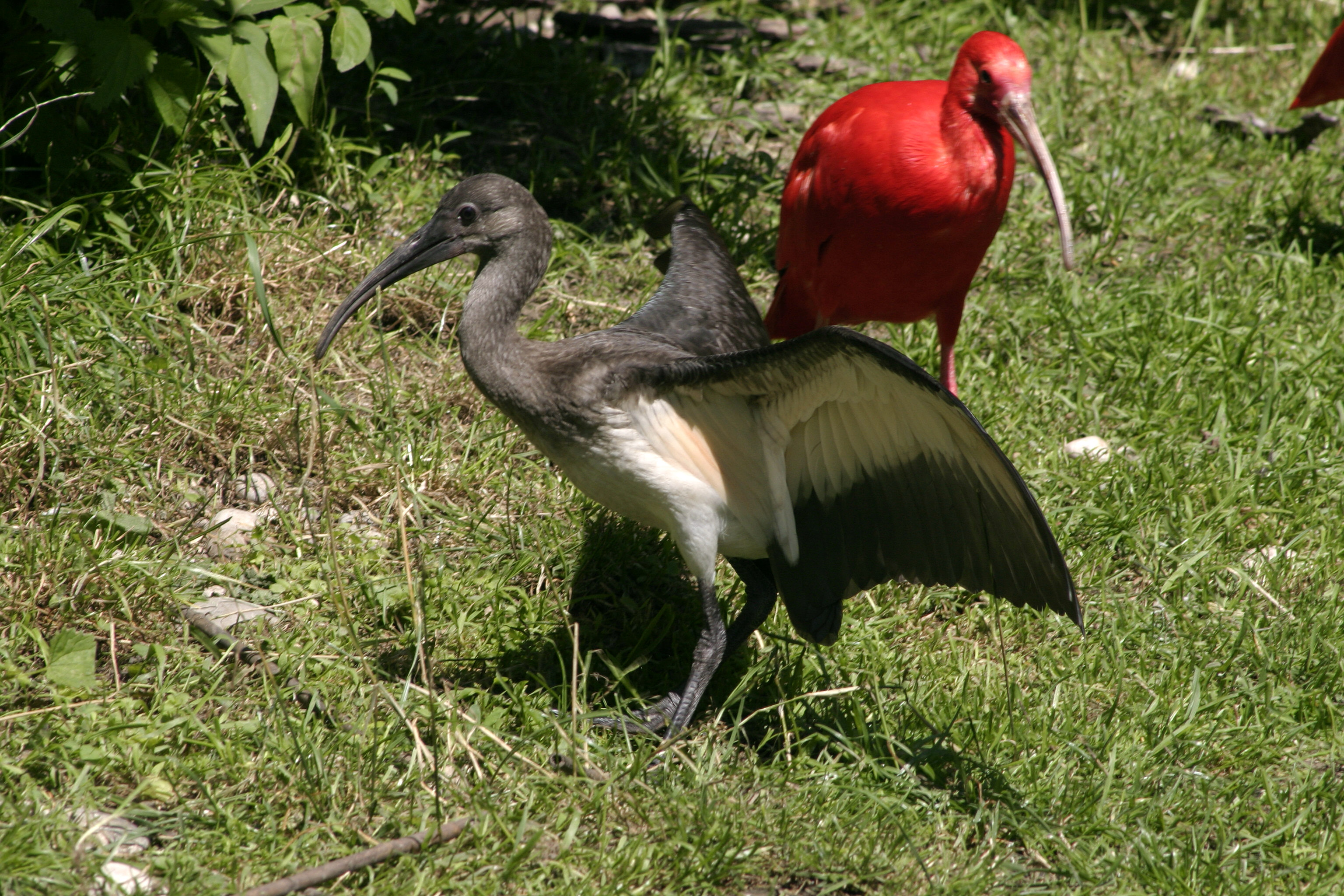
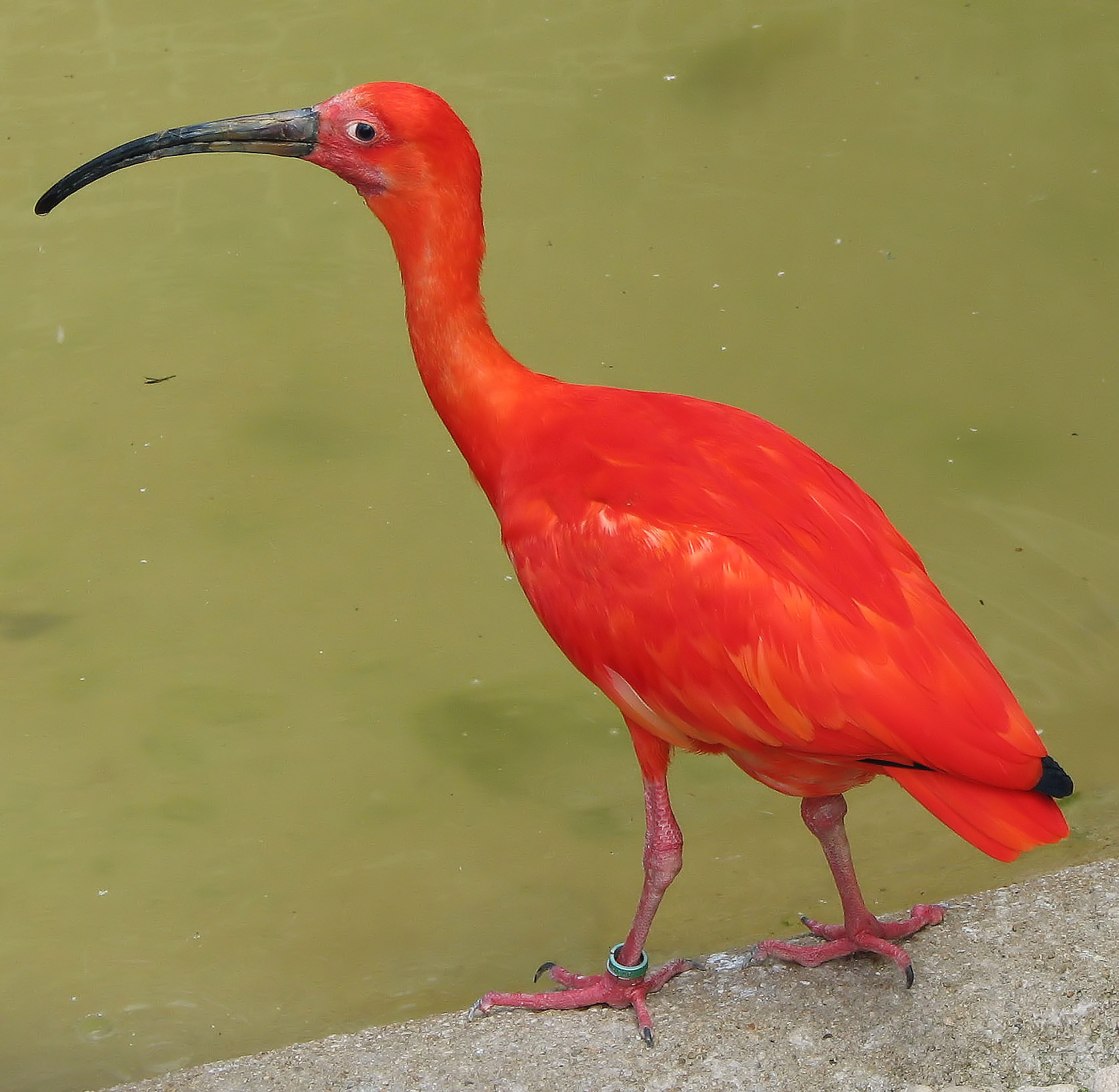